# 沃羅特尼夫
50°41′56″N 25°32′2″E / 50.69889°N 25.53389°E
沃羅特尼夫（烏克蘭語：Воротнів），是烏克蘭的村落，位於該國西部沃倫州，由盧茨克區負責管轄，始建於1570年，面積23.97平方公里，海拔高度208米，2019年人口892，人口密度每平方公里34.29人。